# メロキュア
メロキュアは、岡崎律子と日向めぐみのシンガーソングライター2人組による、ツインボーカルユニット。所属レーベルは日本コロムビア。

## 概要
メロキュアは当初、女性2人組ユニットとして、コロムビアのディレクターにより企画先行で発案されていた。当初の構想では岡崎は歌い手ではなく音楽プロデューサーとしての参加が予定されていた。最初に日向の参加が決定したが、もう一人のメンバーの選考は難航したため、岡崎が自ら歌い手としての参加を申し出た。そのため、企画当初の構想が変更され、岡崎と日向によるユニットが結成されることとなった。
ユニット名は「メロディック・ハードコア」のパロディの造語「メロディック・ハード・キュア」を略したもので、「メロディアスな荒療治」という意味が込められている。また、岡崎と日向の相反する部分のギャップを楽しみたいという意味で、アンビバレントな感じを出したかったとも語られている。なお、このユニット名は日向によって発案されたものである。
2002年4月の結成以来、主にアニメ主題歌を中心に活動を開始。2003年までに「愛しいかけら」「1st Priority」「めぐり逢い」の3枚のシングルを世に送り出し、各所でインストアライブを行った。当初はメロキュアの楽曲においては岡崎が全て作詞・作曲を手がける予定であった。しかし、岡崎のスケジュールの都合により、2枚目のシングルの表題曲「1st Priority」は日向が作詞・作曲を担当することとなり、以降は二人体制で楽曲の制作を行うようになった。2003年4月には初のレギュラーラジオ番組「メロキュアの『沈黙のradio』」を受け持ち、2004年3月には、ファーストアルバム「メロディック・ハード・キュア」がリリースされた。
しかし、2004年5月に岡崎が病気により急逝し、その後の活動が心配されたが、2004年9月に未発表だった新曲「ホーム&アウェイ」の存在が明らかになり、2005年7月にシングルとしてリリースされた。この曲は、岡崎が生前にレコーディングしていたコーラス部分に、日向のボーカルを新たにレコーディングし直したものである。
2004年12月、岡崎の遺作である「for RITZ」では日向が「いつでも微笑みを」のコーラスを担当している。
2005年6月に行われた、「ホーム＆アウェイ」の記者発表会において、日向は「これからも一生メロキュアしていく」と発言、翌年の2006年6月には自身のwebラジオにおいても同様の発言をし、今後もライブ等でメロキュアの楽曲を歌い続けていくことを宣言した。その言葉通り、現在でもライブではメロキュアの曲が精力的に歌われている。ライブでメロキュアの楽曲が歌われる際には必ずステージ上手側に岡崎用、ステージ下手側に日向用の立ち位置がそれぞれマーキングされており、日向のソロ曲とは異なる立ち位置でのパフォーマンスが行われている。
2014年12月には、日向のライブにおいて、｢メロディック・ハード・キュア｣未収録曲や、2005年までに日向めぐみ名義でリリースされた曲も含め、メロキュアで発表された既存の全楽曲を1つにまとめたアルバム作品を2015年夏頃に発売する計画が進行中であることが明らかにされた。その後、正式タイトルを｢メロディック・スーパー・ハード・キュア｣として、2015年8月にリリースされた。メロキュアとしては「ホーム&アウェイ」以来、実に10年以上ぶりとなるCDリリースとなった。
2015年8月に開催された「Animelo Summer Live 2015 -THE GATE-」には、メロキュアとして初出演を果たしている。日向と親交が深く、自身もメロキュアのリスナーであるクラムボンのミトをベース、多くのメロキュア楽曲や岡崎のソロ名義の楽曲の編曲を手掛けている西脇辰弥をピアノとハーモニカのサポートとして迎え、通常のライブと同様に、ステージ上に岡崎と日向の2人分の立ち位置が用意されたセットでのライブパフォーマンスが披露された。
｢メロディック・スーパー・ハード・キュア｣発売前に開催されたインストアライブの中では、メロキュアとしては初となるワンマンライブの開催が発表され、2015年9月にユニット結成13年目にして史上初のワンマンライブ「melodic hard tour [ crescent picnic ]」が開催された。ライブは1回限りではなく、「一生かけてめぐる、メロディック・ハード・ツアー」として、翌年以降も継続して開催する意向であることが表明されている。
2019年3月、平成アニソン大賞において「Agape」が大賞および特別賞（2000年 - 2009年）に選出された。

## ディスコグラフィ

### シングル
| 枚  | 発売日         | タイトル     | 規格品番   | 最高位 |
| --- | -------------- | ------------ | ---------- | ------ |
| 1st | 2002年7月20日  | 愛しいかけら | COCC-15431 | 圏外   |
| 2nd | 2003年2月1日   | 1st Priority | COCC-15453 | 66位   |
| 3rd | 2003年10月22日 | めぐり逢い   | COCC-15591 | 32位   |

### アルバム
| 枚  | 発売日        | タイトル                               | 規格品番     | 最高位 |
| --- | ------------- | -------------------------------------- | ------------ | ------ |
| 1st | 2004年3月17日 | メロディック・ハード・キュア           | COCX-32653   | 39位   |
| 2nd | 2015年8月26日 | メロディック・スーパー・ハード・キュア | COCX-39137-8 | 34位   |

### 映像作品
| 枚  | 発売日         | タイトル                              | 規格品番  | 備考                         |
| --- | -------------- | ------------------------------------- | --------- | ---------------------------- |
| 1st | 2016年11月13日 | [ melodic hard tour ] crescent picnic | SAXC-1002 | ライブ会場、公式通販限定販売 |

### コンピレーション
| 枚  | 発売日        | タイトル        | 規格品番   | 最高位 |
| --- | ------------- | --------------- | ---------- | ------ |
| 1st | 2005年7月27日 | ホーム&アウェイ | COCC-15786 | 32位   |

## タイアップ
| 楽曲                                                                 | タイアップ                                                                      |
| -------------------------------------------------------------------- | ------------------------------------------------------------------------------- |
| 愛しいかけら                                                         | テレビアニメ『円盤皇女ワるきゅーレ』オープニングテーマ                          |
| Agape                                                                | テレビアニメ『円盤皇女ワるきゅーレ』挿入歌                                      |
| めぐり逢い                                                           | テレビアニメ『円盤皇女ワるきゅーレ 〜十二月の夜想曲〜』オープニングテーマ       |
| ALL IN ALL                                                           | テレビアニメ『円盤皇女ワるきゅーレ 〜十二月の夜想曲〜』挿入歌                   |
| 1st Priority                                                         | テレビアニメ『ストラトス・フォー』オープニングテーマ                            |
| So far, so near                                                      | テレビアニメ『ストラトス・フォー』挿入歌                                        |
| 向日葵                                                               | テレビアニメ『ストラトス・フォー』エンディングテーマ                            |
| Sunday Sundae                                                        | ミュージックバード『週刊メディア通信』内『メロキュアの沈黙のradio』テーマソング |
| rainbow kind of feeling                                              | OVA『ストラトス・フォーCODE X-1/X-2』エンディングテーマ                         |
| ホーム&アウェイ                                                      | テレビアニメ『奥さまは魔法少女』オープニングテーマ                              |
| 1st Priority [メロキュア meets 末光篤 a.k.a. SUEMITSU & THE SUEMITH] | テレビ東京『アニメマシテ』2015年8月度エンディングテーマ                         |

## 出演

### ラジオ
- メロキュアの沈黙のradio（ミュージックバード／終了）